# Momordica denudata
Momordica denudata är en gurkväxtart som först beskrevs av Thw., och fick sitt nu gällande namn av Charles Baron Clarke. Momordica denudata ingår i släktet Momordica och familjen gurkväxter. Inga underarter finns listade i Catalogue of Life.